# Заводське (Кабардино-Балкарія)
Заводське (рос. Заводское) — село у Терському районі Кабардино-Балкарії Російської Федерації.
Орган місцевого самоврядування — сільське поселення Верхній Акбаш. Населення становить 512 осіб.

## Історія
Згідно із законом від 27 лютого 2005 року органом місцевого самоврядування є сільське поселення Верхній Акбаш.

## Населення
| 1979 | 1989 | 2002 | 2010 |
| ---- | ---- | ---- | ---- |
| 472  | ↘449 | ↗486 | ↗512 |